# ろけっと
『ろけっと』は、 1993年9月29日に発売されたたまのメジャー5thアルバム。

## 解説
前作『犬の約束』から約1年ぶりのリリース。イーストワールド移籍後2作目のアルバム。ジャケットイラストは山口マオ。滝本がトップバッターを飾るアルバムはこれが初となる。
録音は、「たま企画室」設立時に練習用として設けた「とおいスタジオ」。
同アルバムのプロモ盤では、12曲目に「日曜日に雨」のシングルバージョン、13曲目にアルバム未収録曲「パラシュート」が収録されている。
2012年9月8日、『犬の約束』と同時にタワーレコード限定で再発売された。

## 収録曲
1. 日曜日に雨
（作詞：滝本晃司・作曲：たま）
本作と同時発売のシングルで、迫力のある滝本作品。シングルに収録されている音源とは別テイクである。
これ以降、滝本は雨を題材にした曲を多く作るようになる。
2. 月ろけっと
（作詞：知久寿焼・作曲：たま）
3. ふしぎな夜のうた
（作詞：柳原幼一郎・作曲：たま）
先行シングル。シングルに収録されている音源とは別テイクである。
柳原のソロのライブでも度々演奏される。
4. ジンガは静かにしなさい
（作詞：石川浩司・作曲：たま）
5. 教室
（作詞：知久寿焼・作曲：たま）
サビ部分では、メンバーがそれぞれ五十音で始まる単語を羅列していく。歌詞が未公開であるため、サビの部分は非常に聞き取りにくい。めばえ教室のCMに使われたが、バージョンが異なる。
6. とんかち
（作詞：柳原幼一郎・作曲：たま）
知久と柳原のツインボーカルで始まる曲。曲中盤になるまで滝本は出番が無い。また、1993年のライブツアーのパンフの本アルバムの解説によると、当初はインスト曲にする予定だったとのこと。滝本加入前の1985年からすでにある古い曲。
7. 電柱（でんちう）
（作詞：知久寿焼・作曲：たま）
ファンクラブ限定CDとして、1996年8月3日日比谷野外音楽堂のライブ・バージョンが配布された。そちらはアップテンポで明るいバージョンとなっている。
8. 冥王星
（作詞：石川浩司・作曲：たま）
ブギのリズムが取り入れられたアップテンポナンバー。
お笑いコンビピーナッツパンは『エンタの神様』出演時にこの楽曲の替え歌を披露した[2]。
9. あの娘は雨女
（作詞：柳原幼一郎・作曲：たま）
本作のために制作された楽曲。柳原曰く「ノリの良い曲を作ろうとした」[3]。
2005年に発売された柳原のセルフカバーアルバム『ふたたび』に収録されており、こちらはカントリー調となっている。後に柳原の初めてのベスト・アルバム「もっけの幸い」にも収録された。
10. 眠れないぼくの夜のまんなかで
（作詞：滝本晃司・作曲：たま）
11. 寒い星
（作詞：柳原幼一郎・作曲：たま）
タイトルの通り、宇宙を題材にした幻想的な曲。